# Árnsteinn Reistarsson
Árnsteinn Reistarsson fue un caudillo vikingo y uno de los primeros colonos en Krossavík, Öxarfjörður en Islandia, al norte de la isla en el siglo X. Se le considera el primer goði del clan familiar de los Öxfirðingar. Era hijo de Reistur Ketilsson de Norður-Þingeyjarsýsla. Árnsteinn es uno de los personajes de la saga Ljósvetninga y también aparece citado en la saga de Njál.